# Avdiïvka
Avdiïvka (in ucraino Авдіївка?, secondo la traslitterazione anglosassone Avdiivka; in russo Авдеевка?, Avdeevka) è una città ucraina (31 382 abitanti) nel distretto di Pokrovs'k, nell'oblast' di Donec'k. Ospita l'amministrazione della comunità territoriale di Avdiïvka, una delle comunità territoriali dell'Ucraina.
Nel corso del invasione russa dell'Ucraina del 2022, la città, dopo una lunga e sanguinosa battaglia, il 17 febbraio 2024 è stata completamente occupata dall'esercito russo.

## Storia
La presenza di popolazioni nomadi nella zona di Avdiïvka risale almeno al IX-XIII secolo, come testimonia una scultura in pietra (o baba) rinvenuta in un tumulo.
Il primo insediamento sul territorio della città moderna fu fondato intorno al 1770 da servi della gleba fuggitivi dei governatorati di Kursk, Voronež e Poltava; il villaggio prese il nome dal primo colono chiamato Avdiïv. Nel 1778 il villaggio appena fondato divenne proprietà dello Stato, per ordine del governatore di Novorossijsk. L'economia di Avdiïvka era basata sull'agricoltura, principalmente cereali, e nel 1798 aveva una popolazione di circa 500 persone. La terra fertile attirò nel tempo più coloni e Avdiïvka si trovava vicino a una strada postale che collegava Mariupol' e Bachmut. Nel 1861 vivevano lì 2.300 persone.
Alla fine del XIX secolo fu costruita la ferrovia Caterina e la realizzazione di una stazione ferroviaria stimolò un ulteriore sviluppo della città. Secondo il censimento del 1897, il numero dei residenti scese a 2.153 (1.282 maschi e 871 femmine), di cui 2.057 di fede ortodossa.
Nel 1900 venne impiantata una fabbrica di mattoni, che dal 1905 produsse anche piastrelle. Nel 1908, 5.475 persone (2.736 maschi e 2.739 femmine) vivevano nel villaggio e c'erano 865 famiglie. Nell'aprile 1920, un distaccamento dell'Esercito rivoluzionario ribelle dell'Ucraina attaccò la stazione ferroviaria di Avdiïvka, dove distrusse proprietà ferroviarie e apparecchi telefonici. Nel novembre 1920, Nestor Machno ordinò al distaccamento di Fëdor Šuss di occupare Avdiïvka e il villaggio vicino ad essa. Tra il 1923 e il 1931, Avdiïvka fu il centro amministrativo del distretto di Avdiïvka del circondario di Stalino. Fu nuovamente come centro distrettuale del distretto di Avdiïvka a partire dal 1938. Durante la seconda guerra mondiale, Avdiïvka fu occupata dalla Germania nazista tra il 21 ottobre 1941 e l'8 settembre 1943, quando fu riconquistata dai distaccamenti della 40ª divisione fucilieri e della 127ª Divisione fucilieri dell'Armata Rossa.
Avdiïvka ricevette lo status di città nel 1956. Nell'ottobre 1959 iniziò la costruzione della cokeria di Avdiïvka: l'impianto divenne operativo il 30 novembre 1963 e divenne il più grande produttore di coke in Ucraina. Sempre nel 1963, Avdiïvka fu nuovamente rimossa dal raion di Avdiïvka, per diventare per breve tempo una città di importanza oblast. Dal 1965 fu inclusa come parte del raion di Jasynuvata, fino al 1990 quando divenne nuovamente una città di importanza regionale.
Nel 2001, la sua popolazione era di 37.200 abitanti.
A partire dall'aprile 2014, i separatisti filo-russi conquistarono diverse città nell'oblast' di Doneck, tra cui Avdiïvka. Il 30 luglio 2014 le forze ucraine misero in sicurezza la città, strappandola ai separatisti. Le forze ucraine mantennero il controllo di Avdiïvka, che divenne una città sulla linea del fronte e fu spesso bombardata. Secondo l'OSCE, l'area tra Avdiïvka e la vicina Jasynuvata, controllata dai separatisti, era uno dei punti caldi della guerra russo-ucraina. Nel marzo 2016 l'esercito ucraino installò le proprie fortificazioni nella zona industriale dell'area, fino ad allora una zona cuscinetto tra i territori controllati dalla Repubblica popolare di Doneck e il territorio controllato dal governo nella parte orientale di Avdiïvka; a seguito di ciò, i separatisti filo-russi non avevano più il pieno controllo dell’autostrada che collegava Donec'k e Horlivka (due grandi città sotto il loro controllo). A partire dal marzo 2016 la lotta per il controllo della “zona industriale” di Avdiïvka si intensificò notevolmente. La città dal 29 gennaio al 4 febbraio 2017 venne coinvolta in una battaglia che la lasciò senza elettricità e riscaldamento per diversi giorni. Nei momenti violenti dei combattimenti, la popolazione scese a soli 5.000 abitanti. Tuttavia, quando i combattimenti si placarono, la popolazione tornò in città. Nel 2018, il New York Times stimò che tra le 20.000 e le 34.000 persone vivevano ancora ad Avdiïvka.
Fino al 18 luglio 2020 Avdiïvka costituiva una città di rilevanza regionale e non apparteneva a nessun distretto. Come parte della riforma amministrativa dell'Ucraina, che ridusse a otto il numero di distretti dell'oblast' di Donec'k, la città fu integrata nel distretto di Pokrovs'k.
Durante l'invasione russa dell'Ucraina, le forze russe lanciarono razzi verso Avdiïvka, in particolare verso la cokeria della città, costringendo gran parte della popolazione civile a fuggire. Il 24 ottobre 2023, la BBC riferì che "poco più di 1.000" persone, ovvero il 3% della popolazione prebellica della città, vivevano ancora ad Avdiïvka. Il 22 febbraio 2023, il governatore dell'oblast di Doneck, Pavlo Kyrylenko, dichiarò che Avdiïvka era stata quasi completamente distrutta. A marzo, le truppe russe tentarono di circondare la città tentando anche di catturare Bachmut.
A partire dal 14 ottobre 2023, la Russia sferrò un'offensiva generale da nord e da sud per tentare di circondare nuovamente la città, ma l'attacco venne fortemente rallentato dall'aspra resistenza delle forze ucraine e i russi subirono forti perdite di soldati e mezzi blindati. Dopo ulteriori e prolungati combattimenti che permisero ai russi di guadagnare gradualmente terreno soprattutto a nord della città, nel mese di febbraio 2024 la situazione per i difensori ucraini divenne sempre più difficile. Di fronte al rischio di un accerchiamento completo, il 17 febbraio 2024, il comandante in capo ucraino generale Oleksandr Syrs'kyj ordinò di abbandonare le posizioni e ripiegare verso ovest evacuando Avdiïvka; i russi quindi avanzarono da nord, da sud e da est e occuparono tutte le posizioni fortificate, l'area urbana e i settori industriali, concludendo con pieno successo la lunga battaglia.